# Битва при Мольете
Битва при Мольете (фр. Bataille de Mollet) — сражение наполеоновских войн, произошедшее 21 января 1810 года в Мольет-дель-Вальесе между французскими войсками под командованием генерала Гийома Филибера Дюэма и испанскими войсками под командованием Луиса Гонсалеса-Торреса де Наварра и Кастро.

## Предыстория
После падения Жироны в 1809 году и установления безопасной связи с Францией, новый генерал-губернатор Каталонии Пьер-Франсуа-Шарль Ожеро попытался обезопасить дорогу в Барселону и, будучи атакован партизанами, оставил Луиджи Мацучелли осаждать Остальрик и отправился с войском в 9 тыс. человек, а Дюэм 21 января с 2 тыс. человек покинул Барселону и пошёл в сторону Гранольерс, чтобы встретиться с ним.

## Ход битвы
Испанское подразделение Llobregat под командованием Луиса Гонсалес-Торреса де Наварра-и-Кастро перехватило и уничтожило у Санта-Перпетуа-де-Могоды авангард французского 112-го пехотного полка в 500 человек, возглавляемый Шарлем Альбером де Вотье. После этого испанцы двинулись на Мольет, чтобы встретиться с остальными силами Дюэма (1,5 тыс. пехотинцев, 160 кирасиров и 2 пушки). Французы были окружены испанскими войсками, и после отчаянной обороны сдались.

## Результаты
Испанцы захватили 500 французских солдат, 140 кирасиров, 2 орудия и обоз. Дюэм и остальное его войско бежали в Гранольес, где были спасены от новых испанских атак прибытием генерала Ожеро, племянника маршала, с 9 тыс. человек.